# Stanislav Zindulka
Stanislav Zindulka (Jilemnice, 1932. május 5. – Prága, 2019. március 14.) cseh színész.

## Fontosabb filmjei

### Mozifilmek
- Váhavý střelec (1956)
- A vádlott (Obžalovaný) (1964)
- Znamení raka (1966)
- Tajemství zlatého Buddhy (1973)
- Az árulás napjai (Dny zrady) (1973)
- Náš dědek Josef (1977)
- O moravské zemi (1977)
- Isteni Emma (Božská Ema) (1979)
- Únos Moravanky (1983)
- Kdo se bojí, utíká (1987)
- A gyönyörű őzek halála (Smrt krásných srnců) (1987)
- Doktor úr szerelmes (Jak básníkům chutná život) (1988)
- Igen, kedves barátaim (Vážení přátelé, ano) (1989)
- Evropa tančila valčík (1989)
- Tichá bolest (1991)
- Konec básníků v Čechách (1993)
- Hotýlek v srdci Evropy (1994)
- A tánctanár (Učitel tance) (1995)
- Cesta peklem (1995)
- Bumerang (1997)
- Csodálatos évek a kutyavilágban (Báječná léta pod psa) (1997)
- Stůj, nebo se netrefím (1998)
- Hanele (1999)
- A vénasszonyok nyara (Babí léto) (2001)
- Az Úr angyala (Anděl Páně) (2005)
- Odcházení (2011)
- Lichožrouti (2016)
- Narušitel (2019)

### Tv-filmek
- Zámek v Čechách (1993)
- Bylo nás pět (1994)
- Když se slunci nedaří (1995)
- Návrat zbloudilého pastýře (2004)
- Ďáblova lest (2009)
- Zločin v Polné (2016)

### Tv-sorozatok
- Vlak dětství a naděje (1989)
- Hospoda (1996, egy epizódban)
- Četnické humoresky (1997–2007, 17 epizódban)
- Ulice (2007–2009, 20 epizódban)